# ずっと2人で…/GONE WITH THE WIND
『ずっと2人で…／GONE WITH THE WIND』（ずっとふたりで／ゴーン・ウィズ・ザ・ウインド）は、GLAYの5枚目シングルである。

## 概要
- 現在は「ずっと2人で…」のみがA面扱いされることが多いが、本来は両A面シングルであり、ジャケットや背表紙にはタイトルが両A面として表記されている（後述）。

## 収録曲
| 全編曲: GLAY・佐久間正英。 |                        |              |           |       |
| #                          | タイトル               | 作詞         | 作曲      | 時間  |
| 1.                         | 「ずっと2人で…」       | TAKURO       | TAKURO    | 7:08  |
| 2.                         | 「GONE WITH THE WIND」 | TAKURO       | TAKURO    | 5:34  |
| 3.                         | 「ACID HEAD」          | TAKURO・TERU | TAKURO    | 7:12  |
| 合計時間:                  | 合計時間:              | 合計時間:    | 合計時間: | 19:54 |

## 楽曲解説
1. ずっと2人で…
同年3月1日に発売された1stアルバム『SPEED POP』からのリカット。
結婚するTERUの姉の為にTAKUROが書き下ろした曲で、シングルでは初のバラード曲である。上京後、1990年11月に浦和のライブハウスでもこの曲は披露しているが、TAKUROが雑誌で「あの頃は東京の空気にも慣れた頃で、歌詞なんかすべて忘れちゃっていたからね」と語っている。そして、リリースに至る頃までに何度か歌詞は書き直されている。なお、2015年7月25日 - 26日に函館アリーナで開催された『GLAY Special Live at HAKODATE ARENA GLORIOUS MILLION DOLLAR NIGHT Vol.2』では、制作初期の歌詞で歌唱した[2][3]。
1stアルバム『SPEED POP』に収録されたバージョンでは最後がフェードアウトで終わっているが、シングルでは最後まで完奏している。後に発売されたベストアルバムには全てこのシングルバージョンで収録されている。なお、この曲は『SPEED POP』、『REVIEW-BEST OF GLAY』、『DRIVE-GLAY complete BEST』、『-Ballad Best Singles- WHITE ROAD』、『THE GREAT VACATION VOL.2 〜SUPER BEST OF GLAY〜』、『REVIEW II -BEST OF GLAY-』の6枚のアルバムに収録されている。
2. GONE WITH THE WIND
まだGLAYがインディーズ時代だった頃からあり、1993年夏頃にはライブで演奏。インディーズ時代にはアレンジの異なるバージョンが収録されたオムニバスCD「an Optic」もリリースされている。「HIGHCOMMUNICATIONS TOUR 2007-2008」ではこのバージョンが演奏され、そのライブ音源はシングル「SAY YOUR DREAM」の隠しトラックの1つとして収録されている。NHK-BS2で放送されたアニメ『バイカーマイス』のオープニングテーマに起用された事もあり当初は両A面でリリースされていたが、現在のディスコグラフィーにおいてはA面表記が無い事が多く、カップリング扱いされていることもある。カップリング曲を集めたアルバム『rare collectives vol.1』でアルバム初収録され、『THE GREAT VACATION VOL.2 〜SUPER BEST OF GLAY〜』では両A面として収録された。また、2023年にリリースされたシングル「HC 2023 episode 1 -THE GHOST/限界突破-」のカップリングとして、インディーズ版準拠のアレンジの再録版が収録された。
3. ACID HEAD
ライブのクライマックスによく演奏される曲。ライブ音源かのような編集がされているがスタジオ音源であり、曲の始めと終わりに収録されているのはライブをイメージしたSE（効果音）である。曲の終盤では「彼女の“Modern…”」のサビの一節を歌っている。『THE GREAT VACATION VOL.2 〜SUPER BEST OF GLAY〜』では再録された。

## 収録アルバム
ずっと2人で…
- SPEED POP (アルバムバージョン)
- REVIEW-BEST OF GLAY
- DRIVE-GLAY complete BEST
- -Ballad Best Singles- WHITE ROAD
- THE GREAT VACATION VOL.2 〜SUPER BEST OF GLAY〜
- SPEED POP Anthology (リミックスバージョン)
- REVIEW II -BEST OF GLAY-
- DRIVE 1993〜2009 -GLAY complete BEST

GONE WITH THE WIND
- rare collectives vol.1
- THE GREAT VACATION VOL.2 〜SUPER BEST OF GLAY〜
- 灰とダイヤモンド Anthology (アレンジの異なるバージョン)
- SPEED POP Anthology (リミックスバージョン)
- HC 2023 episode 1 -THE GHOST/限界突破- (再録)

ACID HEAD
- rare collectives vol.1
- THE GREAT VACATION VOL.2 〜SUPER BEST OF GLAY〜 (再録)
- SPEED POP Anthology (リミックスバージョン)